# Sikahjort
Sikahjort (Cervus nippon) är en art som tillhör hjortdjuren. 

## Utbredning och systematik
Ursprungligen härstammar sikahjorten från Asien där den förekommer i Korea, Japan, Taiwan, Kina och Vietnam. Runt år 1860 introducerades den till Storbritannien där den nu finns i både Skottland och England. Den har även blivit inplanterad i Danmark, Irland, Tyskland, Frankrike, Österrike, Polen och Ryssland.
Enligt Mammal Species of the World finns 16 underarter.

## Utseende
Sikahjorten påminner ganska mycket om dovhjorten till utseendet, men är något mindre. Vinterpälsen är brunsvart till grå utan några fläckar medan sommarpälsen är mellanbrun med vita fläckar. Adulta hanar har en boghöjd på 70–95 centimeter och väger mellan 40 och 140 kilo. Honor är med en boghöjd av 50 till 90 cm och en vikt mellan 30 och 60 kg något mindre och tydligt lättare. Med en genomsnittlig kroppslängd (huvud och bål) av 135 cm är hanar cirka 10 cm längre än honor. Det är bara hanen som har horn vilka fälls i april - maj och växer ut igen lagom till brunsten i september.

## Ekologi
Sikahjorten föredrar löv‐ och blandskog men lever även i våtmarksområden. Dieten består för det mesta av gräs, örter, löv och skott ifrån olika barrväxter. Den är ett skyggt djur som är främst aktivt om nätterna. De lever i små organiserade grupper med hanar för sig och honor för sig. Sikahjorten kan ha en livslängd på ungefär 20 år. Vid brunsten försöker varje hane att samla en så stor grupp av honor som möjligt för att para sig med. Dräktigheten varar i ungefär 220 dagar (cirka 7,5 månader). I april till juni brukar kalven eller kalvarna födas och de brukar födas med öppna ögon.
Kalven väger vid födelsen 4,5 till 7 kilogram. Den diar sin mor i åtta till tio månader och den blir könsmogen efter 16 till 18 månader. Honor ökar sin vikt tills de är 4 till 6 år gamla. Hannar är tyngst efter 7 till 10 år. Ett exemplar i fångenskap levde 25 år och 5 månader.

## Namn
Namnet kommer ifrån japanska shika (鹿) som betyder ”hjort”. I Japan kallas den för nihon‐jika, ”japansk hjort”, för att skilja den från utländska hjortar.

## Status och hot
Även om sikahjorten som art inte är hotad så är 5 av 16 underarter utrotningshotade: grassianus, keramae, taioanus, mandarinus och kopschi.

## Referenser

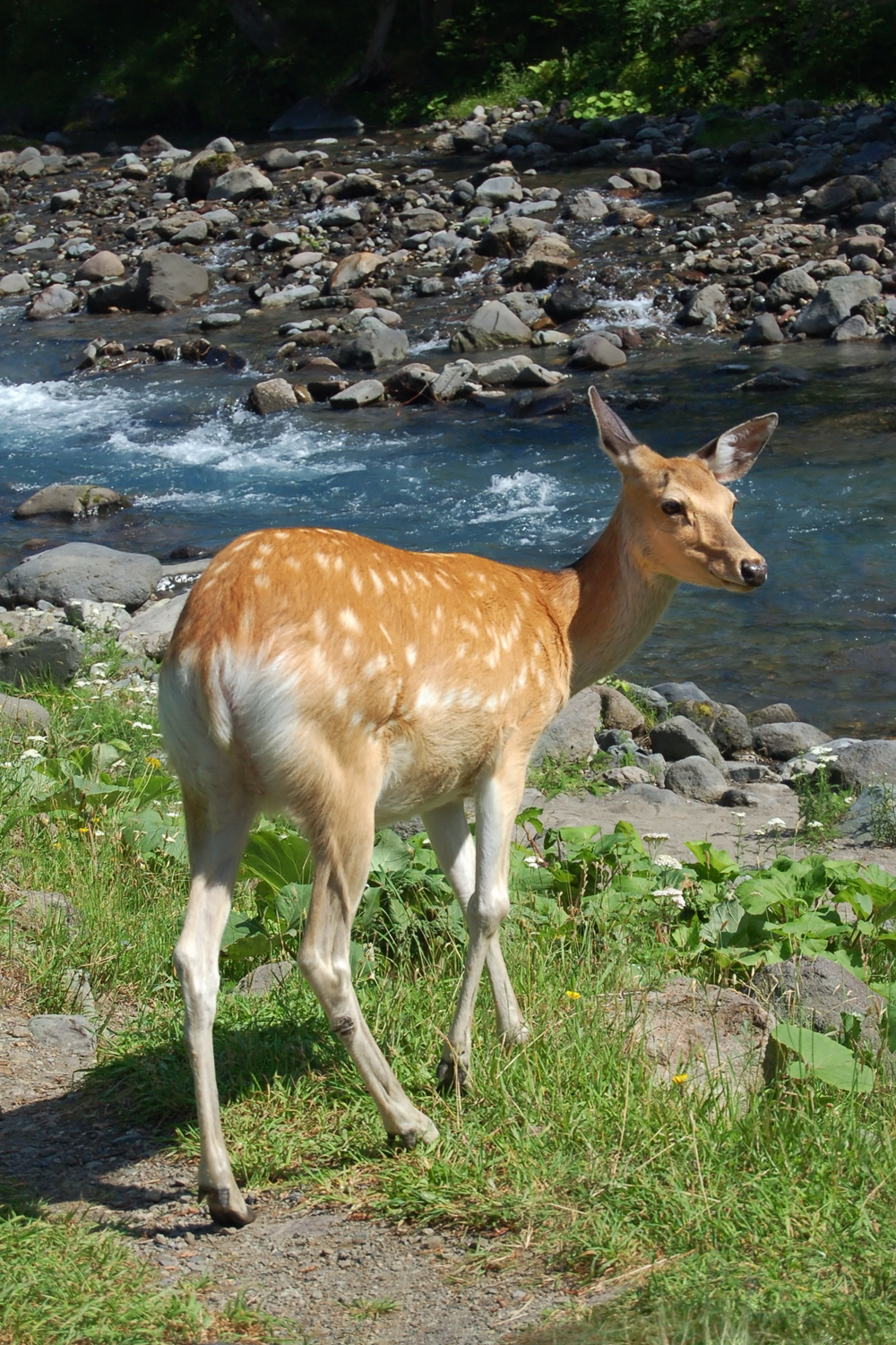
Sikahjort i Hokkaido.